# Xã Sherman, Quận Corson, Nam Dakota
Xã Sherman (tiếng Anh: Sherman Township) là một xã thuộc quận Corson, tiểu bang Nam Dakota, Hoa Kỳ. Năm 2010, dân số của xã này là 13 người.